# Pierre Le Chêne
 (juillet 2021).
Pierre Le Chêne (1900, Londres - 1979) est un agent secret britannique du Special Operations Executive, actif pendant la Seconde Guerre mondiale.

## Identités
- État civil : Pierre Louis Le Chêne
- Comme agent du SOE, section F :
  - Nom de guerre (field name) : « Grégoire »
  - Nom de code opérationnel : ASPEN (en français TREMBLE) ; sigle radio ENP, auquel Londres répondait SPA.
  - Poème d'identification : quatre premiers vers de Lays of Ancient Rome, de Macaulay.
  - Papiers d’identité : [à préciser]
- Comme détenu à Mauthausen : matricule 35129.
- Parcours militaire : lieutenant.

Pour accéder à des photographies de Pierre Le Chêne, se reporter à la section Sources et liens externes en fin d'article.

## Biographie

### Famille
La famille est originaire de Bolbec. Républicains avant la Révolution française, ses ancêtres s'étaient enfuis en Angleterre et avaient acquis la nationalité britannique.
- Son père : britannique
- Sa mère : française
- Son frère aîné : Henry Le Chêne, plus âgé de neuf ans, également agent de la section F (« Victor ») comme chef du réseau PLANE.
- Sa belle-sœur : Marie-Thérèse Le Chêne (« Adèle »)
- Marié deux fois : 1- X, française ; 2 – Evelyn, britannique

### Éléments biographiques
Pierre Le Chêne naît le 14 juin 1900 à Londres. Il est le fils d'une Française, Louise Mélanie Ragot, et d'un Anglais d'origine française, Achille Henri Le Chêne, mariés en 1890 à Newton Abbot, dans le Devon,. Pierre a un frère aîné, Henry Paul, né en 1891 à Londres.
En 1922, ses parents prennent leur retraite et retournent vivre en France. Pierre travaille quelque temps à l'agence de voyage de l'American Express à Nice et à Monte-Carlo, où il épouse une Française.
En 1940, lors de l'invasion allemande, Pierre, son frère Henry et sa belle-sœur Marie-Thérèse parviennent à quitter la France sur le dernier bateau qui part de Bayonne. Il effectue une brève période de service dans la brigade du feu à Londres (Clerkenwell, Station no 66), puis s'engage comme volontaire dans la section F du SOE, service dans lequel travaillent déjà son frère et sa belle-sœur. Il suit l'entraînement d'agent secret et d'opérateur radio.
Il est parachuté dans la nuit du 30 avril au 1er mai 1942 près de Loches Il est réceptionné par Philippe de Vomécourt « Gauthier ». Il vient assister Edward Zeff dans la région de Lyon, comme opérateur radio du réseau SPRUCE, dirigé successivement par Georges Duboudin et Robert Boiteux. Il effectue ce travail pendant six mois, en changeant souvent de lieu d'émission.
En octobre et novembre 1942, plusieurs opérateurs radio ayant été arrêtés, son activité augmente beaucoup. Pierre reste seul opérateur radio dans le secteur. Le 9 novembre 1942, il émet depuis le 9, rue Camille, à Montchat bien au-delà de la période sûre. Un camion radio-goniométrique allemand intercepte ses messages et le localise. Comme il ne dispose d'aucune aide pour surveiller et le prévenir, il est arrêté par la police française accompagnée d'agents de la Gestapo. Il est emmené deux semaines au commissariat de police de Lyon, puis remis au Sicherheitsdienst (SD), avenue Foch, à Paris. Il est incarcéré à Fresnes.
Il reste à l'isolement pendant dix mois. Il est ensuite déporté au camp de concentration de Mauthausen, en Autriche. Il y travaille dans la fosse de la mort de la carrière, d'où il doit remonter, avec une charge de granit, les 186 marches, sous les coups de fouet et les coups de pied, souffrant de faim et de privations. Au bout de dix mois, il est transféré au camp double de Gusen I. Là, il endure des tourments physiques et mentaux encore pires : tri des internés pour la chambre à gaz, exécutions en masse, accumulations de cadavres. Atteint de typhus, il est aidé par un prisonnier médecin, Toni Goscinski.
Il est libéré le 6 mai 1945, lors de l'arrivée des Américains. Il pèse alors 38 kilos. Il est ramené en Angleterre le 12 mai, où Maurice Buckmaster et Vera Atkins le reconnaissent comme leur agent « Grégoire ». Il entame une longue convalescence, qui dure dix mois.
En 1946, il retourne en France. En collaboration avec son frère Henry et sa belle-sœur Marie-Thérèse, il ouvre un hôtel à Sainte-Menehould (puis, plus tard, dans le Jura français).
En 1976, il divorce. On lui implante un pacemaker à l'hôpital cardiologique de Lyon.[pertinence contestée]
Il décède en 1979. Il est inhumé au cimetière de Gravesend, Gravesham.

## Reconnaissance
Pierre Le Chêne a reçu les distinctions suivantes :
- Royaume-Uni : membre de l'Ordre de l'Empire britannique (MBE)
- France : [?]